# Starý Poddvorov
Starý Poddvorov è un comune della Repubblica Ceca facente parte del distretto di Hodonín, in Moravia Meridionale.